# ルキガ県
ルキガ県（ルキガけん、英語: Rukiga District）はウガンダ西部地域の県。県都はンパロ、県内最大の都市はムハンガ。
人口10万人（2017年推計で、人口増加率はあまり高くない。

## 歴史
2017年7月1日にカバレ県より分離・発足。

## 隣接する県
- ルクンギリ県
- ントゥンガモ県
- カバレ県
- ルバンダ県
- 東部州